# Oleksandr Kratow

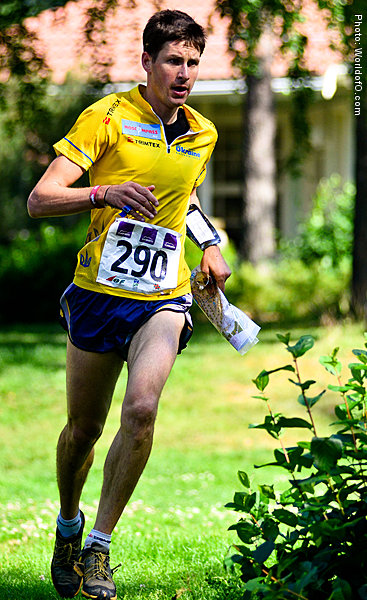
Oleksandr Kratow (2013)

Oleksandr Kratow (ukrainisch Олександр Кратов; * 31. Mai 1985 in Feodossija) ist ein ukrainischer Orientierungsläufer.

## Leben
Kratow debütierte 2006 bei den Europa- und Weltmeisterschaften im Orientierungslauf. 2010 gelang es ihm bei den Weltmeisterschaften in Trondheim zum zweiten Mal nach einem neunten Platz bei den Europameisterschaften 2008 international unter die ersten Zehn zu laufen. Über die Mitteldistanz wurde er beim Sieg des Norwegers Carl Waaler Kaas Fünfter. Ein Jahr später wurde er über dieselbe Distanz WM-Vierter. Bei den Europameisterschaften 2012 in Falun und Mora wurde er ebenfalls Vierter auf der Mitteldistanz und Sechster im Langdistanzrennen. 2013 in Vuokatti gewann er in der ukrainischen Staffel mit Pawlo Uschkwarok und Dennis Schtscherbakow seine erste WM-Medaille. Hinter den Staffeln Russlands und Schwedens kamen die Ukrainer auf den dritten Platz. 2014 feierte Kratow im spanischen Murcia und in Kongsberg in Norwegen seine ersten beiden Weltcupsiege. Bei den Europameisterschaften in Portugal wurde er Sechster auf der Mitteldistanz, drei Monate später gewann er bei den Weltmeisterschaften in Italien die Bronzemedaille auf der Mitteldistanz hinter dem Norweger Olav Lundanes und dem Schweizer Fabian Hertner. Nach Juri Omeltschenko war er damit der zweite ukrainische Medaillengewinner bei Orientierungslauf-Weltmeisterschaften in einem Einzelwettbewerb.
Kratow lief 2008 für den finnischen Verein Turun Metsänkävijät bei der Jukola und wurde dabei Achter. Seit 2009 startet er für den schwedischen Klub OK Orion. 2011 und 2013 wurde Kratow schwedischer Meister im Nacht-OL. 2013 auch auf der Mitteldistanz.

## Platzierungen
| Weltmeisterschaften  | Sprint | Mittel | Lang | Staffel | Mixed |
| -------------------- | ------ | ------ | ---- | ------- | ----- |
| 2006 Aarhus          | n.q.   | n.q.   |      |         |       |
| 2007 Kiew            |        | 25.    |      | 8.      |       |
| 2008 Olomouc         |        | 41.    |      | 14.     |       |
| 2009 Miskolc         |        | 26.    |      |         |       |
| 2010 Trondheim       |        | 5.     | dsq. | 7.      |       |
| 2011 Savoie          |        | 4.     | 11.  | 10.     |       |
| 2012 Lausanne        |        | 11.    |      | 9.      |       |
| 2013 Vuokatti        | 20.    | 11.    |      | 3.      |       |
| 2014 Trient/Venetien |        | 3.     |      | 11.     |       |

| Europameisterschaften | Sprint | Mittel | Lang | Staffel |
| --------------------- | ------ | ------ | ---- | ------- |
| 2006 Otepää           |        | 43.    | n.q. | 16.     |
| 2008 Ventspils        | n.q.   | 9.     |      |         |
| 2012 Falun            |        | 4.     | 6.   | 10.     |
| 2014 Palmela          |        | 6.     | dsq. |         |

| World Games | Sprint | Mittel | Mixed |
| ----------- | ------ | ------ | ----- |
| 2013 Cali   | 26.    | 18.    |       |

| Gesamt-Weltcup | Gesamt-Weltcup |
| -------------- | -------------- |
| 2006           | 59.            |
| 2007           | 86.            |
| 2008           | 80.            |
| 2009           | 83.            |
| 2010           | 61.            |
| 2011           | 23.            |
| 2012           | 33.            |
| 2013           | 33.            |

| Junioren-WM | Sprint | Mittel | Lang | Staffel |
| ----------- | ------ | ------ | ---- | ------- |
| 2004 Gdynia |        | 47.    |      | 16.     |